# Distretto di Jiangyuan
Il distretto di Jiangyuan (江源区S, Jiāngyuán QūP) è un distretto della Cina, situato nella provincia di Jilin e amministrato dalla prefettura di Baishan.